# Idiarthron cerosum
Idiarthron cerosum är en insektsart som beskrevs av Bowen-jones 2000. Idiarthron cerosum ingår i släktet Idiarthron och familjen vårtbitare. Inga underarter finns listade i Catalogue of Life.